# Pyrrhia prazanoffzkyi
Pyrrhia prazanoffzkyi är en fjärilsart som beskrevs av Achille Guenée 1852. Pyrrhia prazanoffzkyi ingår i släktet Pyrrhia och familjen nattflyn. Inga underarter finns listade.